# História da Copa Libertadores da América

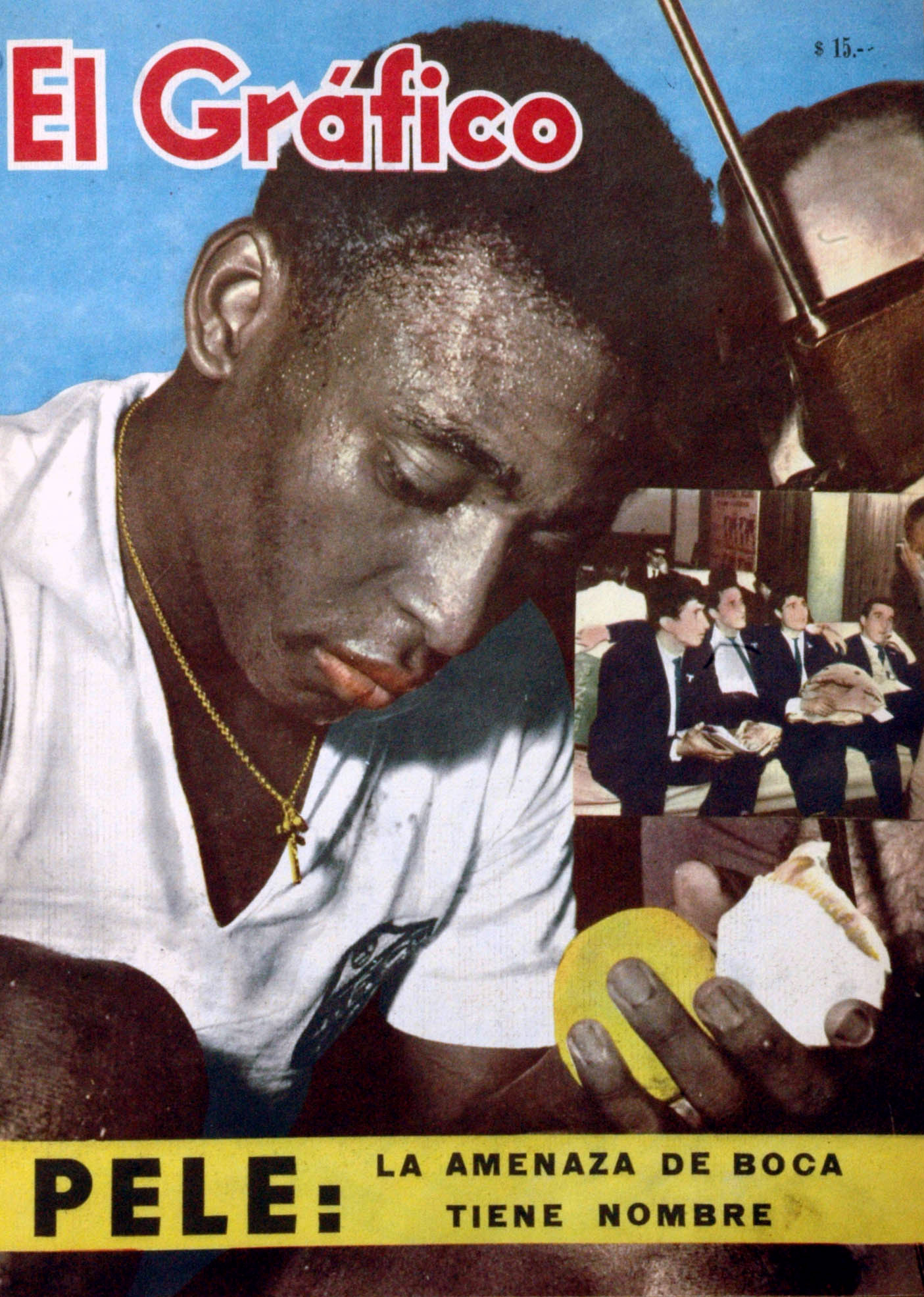
A revista argentina El Gráfico colocou Pelé na capa como a principal preocupação do Boca na disputa da final contra o Santos em 1963

A Copa Libertadores da América é a mais importante competição de clubes de futebol da América do Sul, e sua história é longa e notável. Em toda a história do torneio, 24 equipes de sete países já venceram essa competição.

## Cronologia
A primeira edição de uma competição continental de clubes, o Campeonato Sul-Americano de Campeões, foi realizado em 1948, contou com a maioria dos campeões vigentes das competições mais importantes de todos os países membros da CONMEBOL. Foi realizada em Santiago no Chile, e foi vencida pelo Club de Regatas Vasco da Gama. Este torneio é considerado pela entidade como o precursor da Copa Libertadores da América. O torneio de 1948, disputado no modelo "torneio dos campeões", deu impulso ao referido modelo, que foi o adotado para a criação da Copa dos Campeões da Europa em 1955.
Em setembro de 1958, o brasileiro José Ramos de Freitas, então presidente da CONMEBOL, fez uma viagem à Argentina, para, dentre outros assuntos, tratar da criação de um campeonato sul-americano de clubes campeões, semelhante ao já existente na Europa. Em 8 de outubro de 1958, João Havelange anunciou, em reunião da UEFA a que compareceu como convidado, a criação da Copa dos Campeões da América, um equivalente sul-americano da Copa dos Campeões da Europa, de modo que os campeões de Europa e América do Sul pudessem decidir "o melhor time do mundo", através da Copa Intercontinental. Em 5 de março de 1959, acontece em Buenos Aires, sede da 26ª Copa América, o 30º Congresso Ordinário da CONMEBOL. Naquela reunião foi ratificada a criação da Copa dos Campeões da América, que reuniria todos os times campeões nacionais na América do Sul para uma disputa de melhor time do continente. Esta competição, que foi disputada pela primeira vez em 1960, foi originalmente nomeada de Copa dos Campeões da América. Somente, em 1965, com a decisão de incluir os vice-campeões nacionais a partir da edição seguinte, o torneio teve seu nome alterado para Copa Libertadores da América, a fim de homenagear aos libertadores na história da América do Sul.

### 1960 a 1961 - Primeiro sucesso do Peñarol
A primeira sessão do torneio foi realizada em 1960 com sete equipes participantes. Um dos campeões, o Peñarol derrotou o Olimpia e foi coroado campeão da competição.

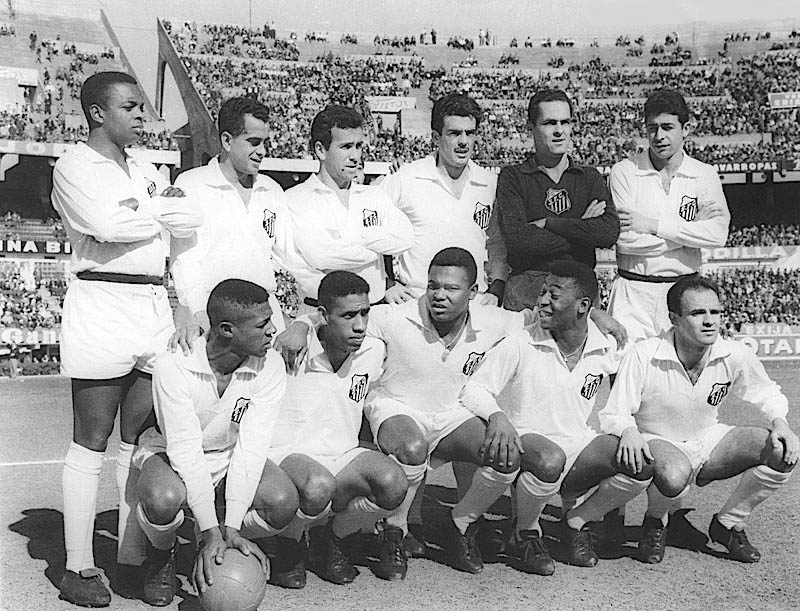
Time do Santos campeão da Copa Libertadores da América de 1962.

No próximo ano, nove equipes foram os concorrentes de Peñarol que foi suficientemente forte para defender o seu título. O time uruguaio ainda enfrentou novamente o Olímpia do Paraguai nas semifinais desta vez, criando uma das primeiras rivalidades na Copa Libertadores na história. No final, Peñarol derrotou o Palmeiras.

### 1962 a 1963 - O desafio do Santos
Durante os primeiros anos, Peñarol foi dominando o futebol sul-americano, e conseguiu chegar à final para o terceiro ano consecutivo, quando eles enfrentaram os campeões brasileiros. Nessa altura, o Santos foi conduzido pelo lendário Pelé e derrotou o Peñarol em um play-off, ganhando o seu primeiro título.
Santos, com Pelé e outros grandes jogadores de futebol como o Coutinho, venceu o torneio de novo no próximo ano derrotando Boca Juniors. Nos primeiros anos, era mais fácil de ganhar o bi-campeonato, porque eles entravam automaticamente na semifinal ou na segunda fase do torneio.

### 1964 a 1965 - Os dois primeiros títulos do Independiente

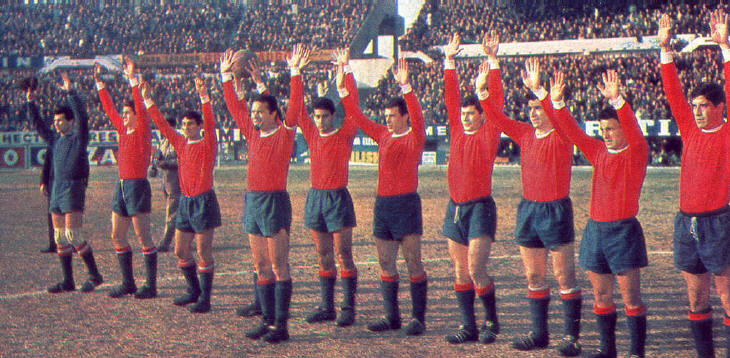
Equipe do Independiente campeão da Copa Libertadores da América de 1965

Uma equipe argentina anotava o seu nome na história do torneio pela primeira vez em 1964. O Independiente derrotou o então bicampeão Santos nas 2 partidas das semifinais, acabando depois por conquistar seu 1º título ao derrotar o Nacional do Uruguai na Final.
Em 1965, o Independiente, que mais tarde se tornaria a mais bem sucedida equipe na história da copa, ganhou seu segundo título, batendo outra equipe uruguaia na final, o Peñarol.

### 1966 - A vingança do Peñarol
Peñarol perdeu para o argentino Independiente, nas finais do ano anterior. Em 1966, eles ficaram com o sucesso, após derrotar outro time argentino, o River Plate, em um play-off, conquistando o seu segundo título.

### 1967 - O segundo argentino campeão
O Peñarol no campeonato de 1966 não impediu que argentina "dominasse a época". Em 1967, outra equipe argentina venceu o título: o Racing Club. Eles derrotaram os uruguaios do Nacional por 2-1, em um play-off e foram coroados os campeões do torneio sul-americano pela primeira vez.

### 1968 a 1971 - A era do Estudiantes

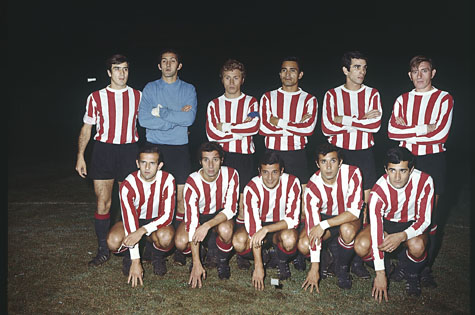
Estudiantes, a equipe vencedora da Copa Libertadores da América 1968

A partir de 1968, a era de outro time argentino começou. Não sendo um dos tradicionais "cinco grandes" do futebol argentino, Estudiantes quebrou o domínio dos "cinco grandes" da Argentina em 1967 ao vencer seu primeiro título da liga nacional. Em 1968 venceram a Copa Libertadores da América derrotando o Palmeiras na final. Apesar de não terem ganho oCampeonato Argentino de Futebol nos anos seguintes, continuaram com seu sucesso no torneio continental. Orientados por Osvaldo Zubeldía, que levou a estrela jogadores como Carlos Bilardo, Juan Ramón Verón e Oscar Malbernat, que venceram a Libertadores 1969, e novamente em 1970, vencendo as 2 principais equipes uruguaias, respectivamente Nacional e Peñarol, tornando-se a primeira equipe a conquistar o título por três anos consecutivos.
Em 1971, eles entraram na final do torneio pelo quarto ano consecutivo, e enfrentou o Nacional do Uruguai. No entanto, eles não conseguiram o título novamente, e foi derrotado por 2-0 em jogo de play-off da final.

### 1972 a 1975 - a volta do Independiente
Em 1972, o time argentino Independiente conseguiu o título novamente. Com a estrela de jogadores como Francisco Sá, José Omar Pastoriza, Ricardo Bochini e Daniel Bertoni, mais uma vez, eles foram coroados campeões depois de sete anos desde seu último campeonato. Com seu forte esquadrão, eles ganharam ainda a Libertadores de 1973, ganhando do Colo Colo na final; conquistaram a taça de 1974, batendo o time do São Paulo Futebol Clube, após um melhor de três muito disputado; e ganharam o título de 1975, vencendo a Unión Española, do Chile, fechando assim, o tetracampeonato em sequência da Libertadores da América.

### 1976 - O Cruzeiro conquista seu primeiro título
Equipes brasileiras não tinham ganho um título desde 1963, uma vez que a competição não era valorizada pelas equipes brasileiras até a década de 80. Em 1976, entretanto, o Cruzeiro quebrou a seqüencia do time argentino que dominava o campeonato. O River Plate não foi capaz de conquistar o primeiro título continental da história do clube. O Cruzeiro de Raul Plassman,Wilson Piazza e Joãozinho derrotou o River Plate de Fillol e Roberto Perfumo, após três jogos históricos, e foi coroado como o novo campeão. O primeiro jogo foi no Mineirão, onde o Cruzeiro ganhou por 4 x 1, em uma grande exibição. O segundo jogo foi na Argentina, onde o River Plate ganhou por 2 x 1, em um jogo que os mineiros alegam terem sido prejudicados pela arbitragem. O terceiro e último jogo, foi decidido em campo neutro, e o Cruzeiro conseguiu o gol da vitória no final do jogo, com um gol histórico do ponta-esquerda Joãozinho, de falta, dando a vitória ao Cruzeiro por 3 x 2, e garantindo o título da Libertadores para o Brasil. O Cruzeiro se tornou o único clube brasileiro a conquistar a Libertadores depois do Santos de Pelé, e ainda o único time brasileiro a conquistar a Libertadores em toda década de 70.

### 1977 a 1978 - O bi-campeonato do Boca Juniors

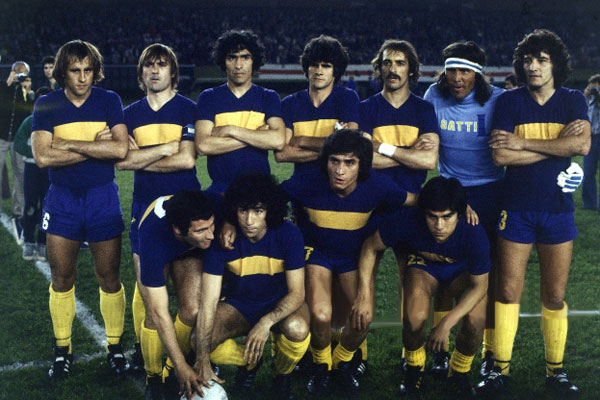
Boca Juniors campeão da Libertadores da América em 1978.

O Cruzeiro novamente foi a final, desta vez em 1977. No entanto, o time mineiro não conseguiu conquistar o bi-campeonato, sendo derrotado por uma equipe argentina, o Boca Juniors, após um duelo muito equilibrado, onde o Boca venceu o primeiro jogo, por 1 x 0, gol de Veglio, e o Cruzeiro venceu o segundo jogo, no Mineirão, também por 1 x 0, gol de falta de Nelinho, forçando o terceiro jogo, este último foi decidido nos pênaltis, tendo o Boca conseguido converter cinco penalidades e o Cruzeiro, quatro. O time mineiro foi prejudicado pela arbitragem, o juiz mandou voltar uma cobrança após o jogador do Boca desperdiçar a primeira batida, jogando na trave, um lance polêmico. Foi a primeira Libertadores decidida nos pênaltis.
Boca voltou a ganhar o título em 1978 após ganhar do Deportivo Cali, o primeiro time colombiano nas finais da competição.

### 1979 - Olimpia quebra a dominância
Antes de 1979, outros países além Argentina, Brasil e Uruguai nunca haviam ganho um título. No entanto, em 1979, o Olimpia trouxe o troféu de volta para Paraguai. Eles derrotaram o Boca Juniors, os campeões dos dois anos anteriores, no final e se tornou o primeiro campeão não provenientes dos três países mencionados acima. A conquista do Olímpia quebrou de uma vez o domínio argentino da competição.

### 1980 a 1983 - Flamengo vence sua primeira Libertadores; A concorrência entre as equipes brasileiras e uruguaias

#### Flamengo conquista seu primeiro título
Apesar de o Olimpia ter vencido o torneio, não alterou o predomínio das equipes dos países mais tradicionais. De 1980 a 1983, os títulos foram ganhos por equipes brasileiras e uruguaias.
Em 1981, o Flamengo foi o campeão, vencendo o Cobreloa, do Chile, em 3 jogos marcados por extrema violência dos chilenos. Segundo uma lista divulgada em 2015 pela Conmebol, o Flamengo registrou um público somado de 516.382 espectadores nos seis jogos que disputou no Maracanã na edição de 1981, sendo este o maior público já registrado em uma edição da Copa Libertadores da América.

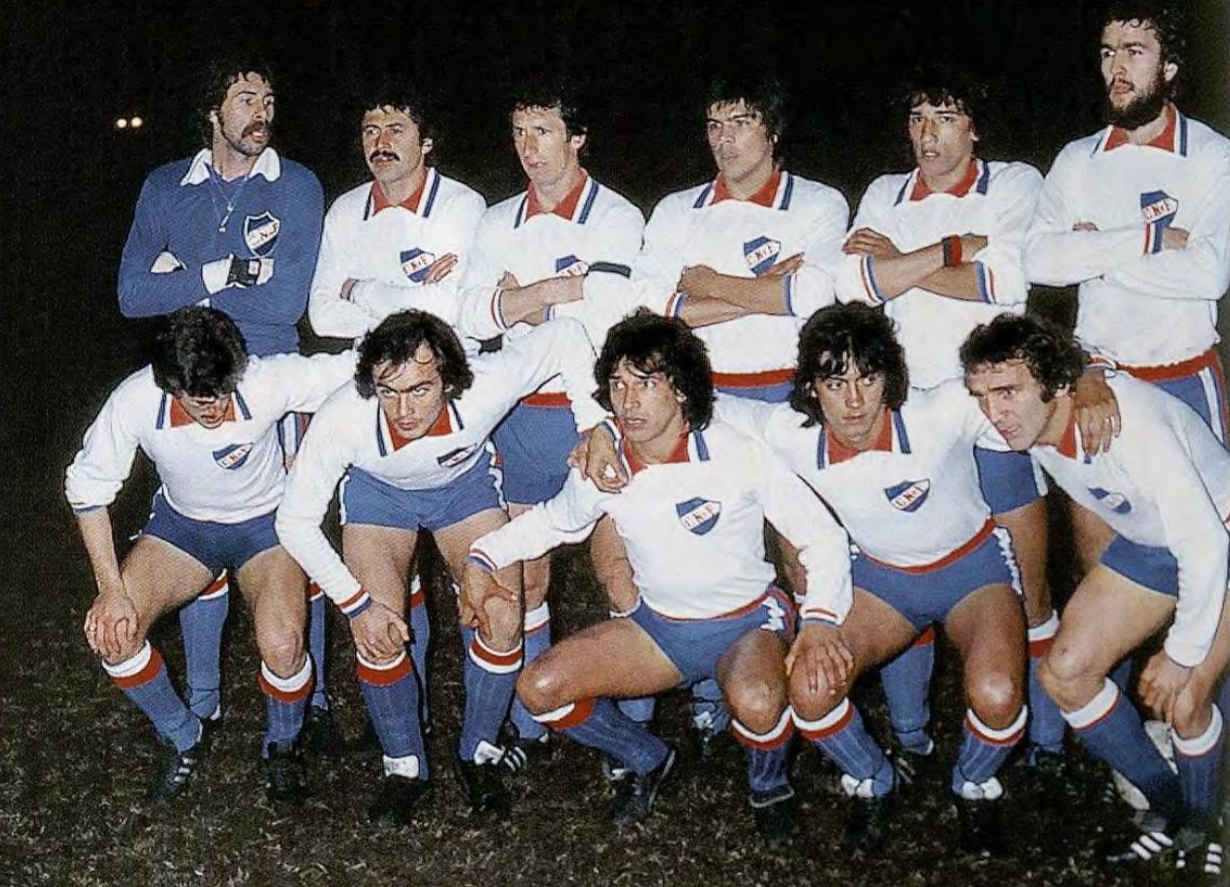
Foto do time do Nacional-Uruguai campeão da Copa Libertadores da América de 1980.

Antes do título flamenguista, o Nacional bateu o Internacional do Brasil na final de 1980, chegando a sua segunda conquista. Em 1981, o Flamengo venceu o Cobreloa do Chile. Em 1982, o Peñarol chegou ao seu quarto título da competição ao bater o Cobreloa, que novamente havia chegado à decisão.
Já em 1983, foi a vez do Grêmio, que venceu na final os uruguaios do Peñarol.

### 1984 a 1986 - a Argentina voltou

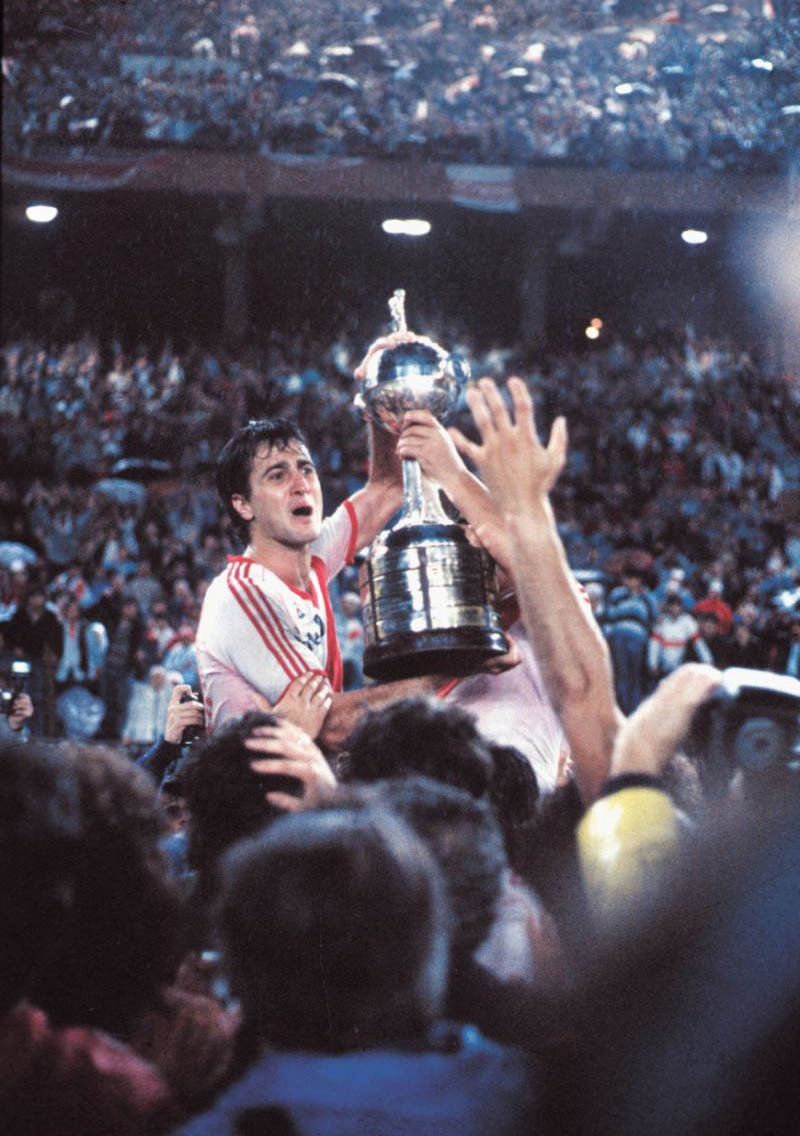
Norberto Alonso, levantando a Copa Libertadores da América de 1986, ganhada por River Plate.

Tendo não vencido o torneio durante cinco anos, as equipes argentinas dominaram a competição novamente por três anos. Os ex-campeões Independiente ganhou o título novamente em 1984.
Argentinos Juniors, uma "pequena equipe", da Argentina, venceu o torneio continental uma única vez na história, em 1985, derrotando o colombiano América de Cali na final.
River Plate, outro time tradicional da Argentina, passou a ser o campeão sul-americano pela primeira vez em 1986. O time colombiano, América de Cali, perderam novamente a final.

### 1987 a 1988 - Últimos títulos uruguaios
América de Cali entrou na final pelo terceiro ano consecutivo. No entanto, eles novamente perderam o título. Em 1987, os uruguaios foram campeões com o Peñarol fazendo 2-0 no play-off.
Nacional, o rival do Peñarol, seguiu o exemplo, no ano seguinte. Eles ganharam seu terceiro título ao derrotar Newell's Old Boys, por 3 a 1 na final.
Até hoje, esses são os dois últimos títulos que as equipes uruguaias venceram.

### 1989 a 1991 - Campeões de outros países
Antes de 1989, para além de clubes do Brasil, Argentina e Uruguai, times de outros países ganharam apenas um título, em 1979, quando Olimpia do Paraguai ganhou o troféu. No entanto, em 1989, 1990 e 1991, nenhum dos finalistas foram destes três países, o que só iria se repetir novamente em 2016, numa final disputada entre o colombiano Atlético Nacional e o equatoriano Independiente del Valle.
Em 1989, o Atlético Nacional se tornou o primeiro time da Colômbia a ser campeão continental, ganhando na final contra o Olimpia. Existem boatos sobre uma possível interferência de Pablo Escobar, importante narcotraficante colombiano e torcedor do Atlético, nas partidas do clube nesta edição da Libertadores. O filho de Escobar nega que tal interferência tenha existido.
O Club Olimpia continuou lutando por seu segundo título depois de 1979. Eles entraram em uma final, mais uma vez, em 1990, e liderada por jogadores como Raúl Vicente, Gabriel González e Ever Hugo Almeida ganhou o troféu vencendo o Barcelona Sporting Club, do Equador, por 3-1 na final.
Em 1991, terceiro ano em que a final não envolveu equipes brasileiras, argentinas ou uruguaias, o Olimpia foi um dos finalistas de novo, mas dessa vez eles foram derrotados pelo Colo-Colo, a primeira e única equipe chilena a conquistar um título continental, por 3-0 na final.

### 1992 a 1999 - A época do Brasil

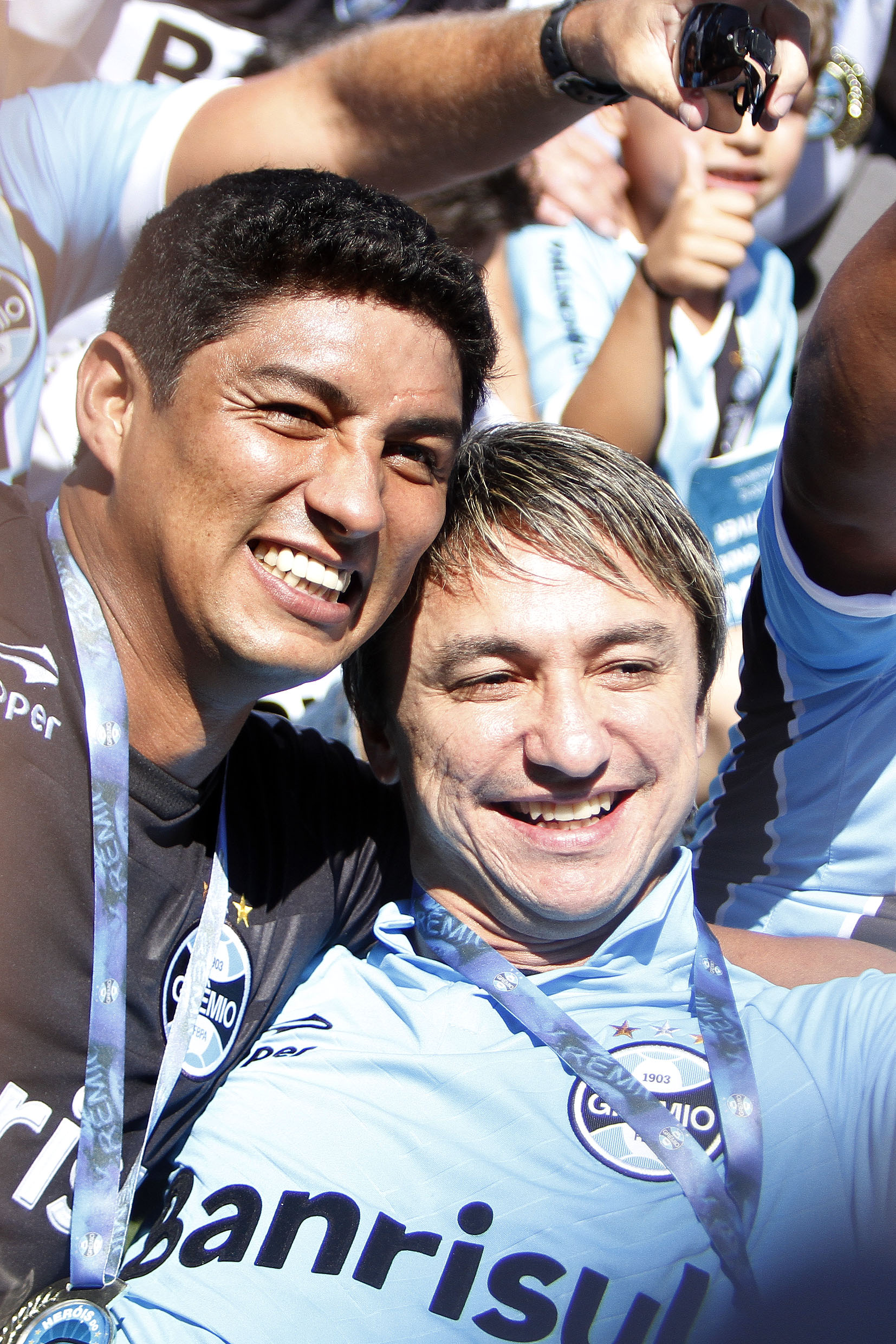
Jardel e Paulo Nunes, dupla de ataque do Grêmio no segundo título da Copa Libertadores da América de 1995.

Antes de 1992, os times brasileiros não foram muito bem sucedidos na competição. Eles tinham somente 5 títulos, em comparação com os 15 títulos da Argentina e 8 títulos do Uruguai. No entanto, a situação havia mudado em 1992. Equipes brasileiras entraram na final do torneio de oito vezes a partir de 1992 a 2000, e ganhou seis campeonatos.
De 1992 a 1993, o São Paulo com Telê Santana da Silva como o treinador, e jogadores como estrela Müller, Raí, Cafú e Palhinha, o antigo clube de Leônidas e Tomás Soares da Silva ganhou seu primeiro título internacional em 1992, buscando assim o título perdido em 1974, na disputadíssima final contra o Independiente da Argentina. E com muita competência, eles repetiram os seus sucesso novamente em 1993, tornando-se o segundo time brasileiro a vencer dois títulos da Libertadores de maneira consecutiva, sendo a primeira do Santos em 1963.
Eles foram mais uma vez um dos finalistas na edição de 1994, mas desta vez eles perderam contra Vélez Sársfield, liderada por José Luis Chilavert, Christian e Omar, no final.
O Grêmio conquistou seu segundo título em 1995, liderado pela dupla de atacantes Jardel e Paulo Nunes, o time gaúcho venceu o Atlético Nacional da Colômbia e trouxe mais um título para o Brasil.
Além de São Paulo e Grêmio, o Cruzeiro conquistou seu bicampeonato em 1997, com destaques para o goleiro Dida, e batendo o Sporting Cristal, do Peru, na final. Em 1998, o Vasco da Gama ganha seu primeiro título, batendo o Barcelona de Guayaquil. Em 1999, o Palmeiras veio a conquistar seu primeiro título da competição, batendo o Deportivo Cáli, nos pênaltis. O Palmeiras já havia chegado a duas decisões ainda na década de 60, tendo ficado com o vice-campeonato nas duas ocasiões, e depois de mais de 30 anos chega ao sonhado título de campeão da América.
Durante este período, apenas duas equipas argentinas, Vélez Sársfield e River Plate, quebraram o predomínio dos brasileiros e ganharam o título em 1994 e 1996.
Em 1998, a competição acrescentou a Toyota Motor Corporation como seu principal patrocinador, resultando em uma mudança do nome da competição: "Copa Toyota Libertadores".

### 2000 a 2004 - Boca Juniors volta

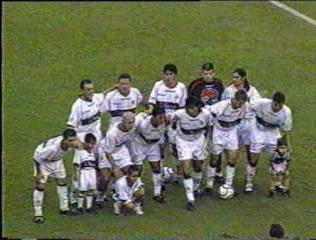
Time do Olimpia que ganhou a Libertadores 2002

Desde 1978, Boca Juniors não tinha ganho o campeonato, já fazia 22 anos. No entanto, a partir de 2000 a 2004, o retorno do Boca foi visto. Tendo grandes nomes internacionais, tais como Walter Samuel e Martín Palermo, e orientadas por Carlos Bianchi, oVirrey(o Vice-Rei), eles entraram na final do torneio quatro vezes nestes cinco anos, e se tornando os campeões três vezes em 2000, 2001 e 2003. Em 2004, eles também entraram na final, mas perdeu para o Once Caldas da Colômbia nos pênaltis.
Em 2002, o Olímpia impediu uma final entre os brasileiros Grêmio e São Caetano, o time paraguaio eliminou os gaúchos em um jogo muito emparelhado. A final foi entre Olimpia e São Caetano. O Olimpia ganhou o seu terceiro título no ano do seu 100º aniversário.

### 2005 a 2006 - Os brasileiros nas finais

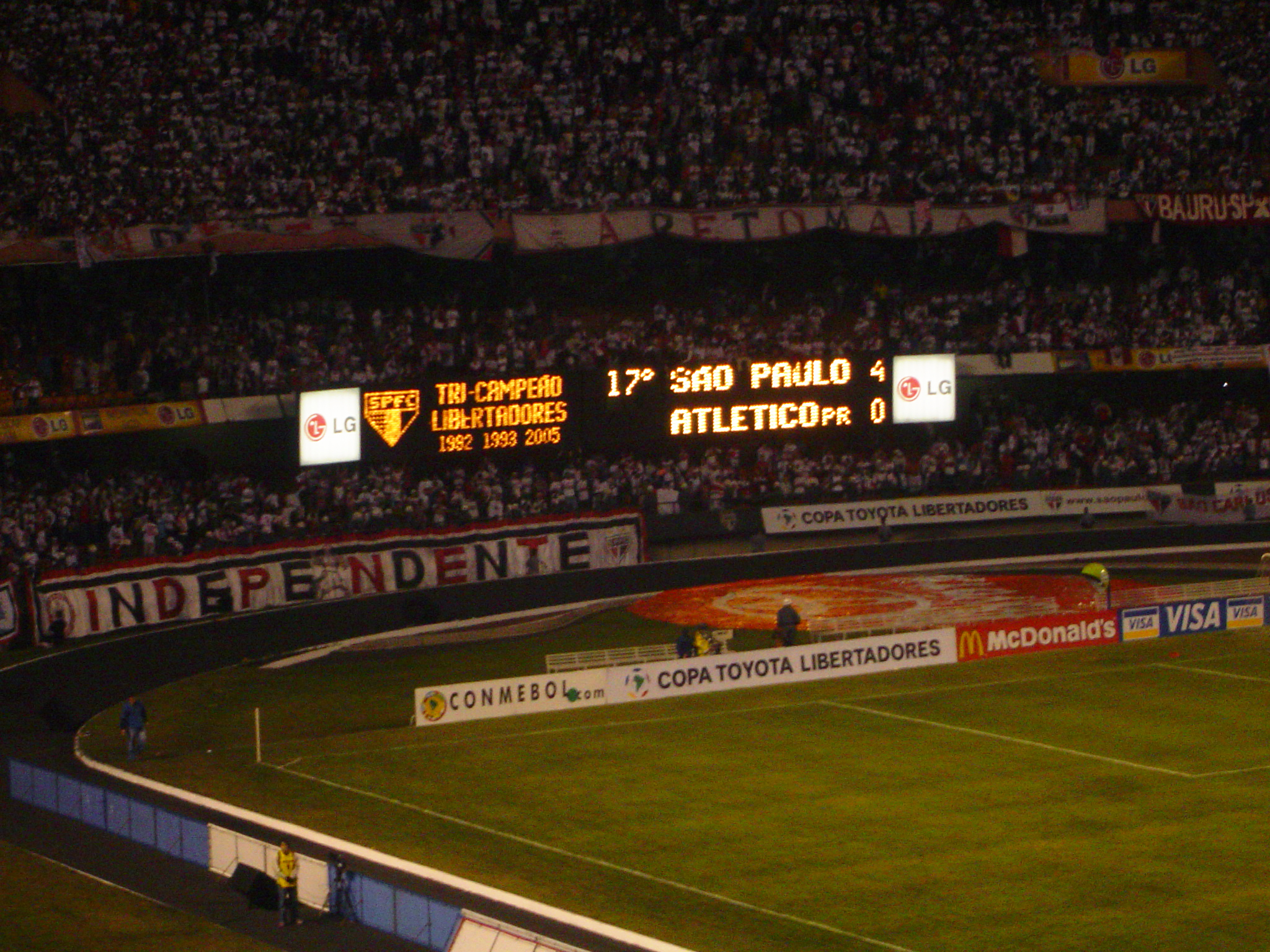
Placar eletrônico anunciando o tri campeonato do São Paulo na Copa Libertadores da América de 2005.

Em 2005 e 2006, o torneio foi novamente dominado por equipes brasileiras.
Em 2005, foi a primeira vez na história da copa em que uma final foi feita pelos clubes do mesmo país. Nessa edição, São Paulo derrotou Atlético-PR na final e foram coroados campeões pela terceira vez.
São Paulo entrou na final outra vez em 2006. Desta vez, a final novamente foi brasileira e o São Paulo competiu contra o Internacional, o clube gaúcho conquista seu primeiro título da Copa Libertadores da América.Para o Internacional, o título teve um gosto de resgate, já que em 1980 o time de Falcão perdera o título na final contra o Nacional do Uruguai.

### 2007 - O hexa do Boca Juniors
Internacional de Porto Alegre ganhou o título em 2006, e o Grêmio também de Porto Alegre queria repetir o mesmo sucesso que os seus rivais no ano anterior. Foi a primeira vez que as duas equipes participavam da Libertadores juntas, no entanto, com o mesmo número de pontos o Grêmio se classificou enquanto o Internacional de Porto Alegre caiu na primeira fase,Román Riquelme estava em sua melhor forma e contribuiu para o Boca Juniors conseguir seu sexto título ao vencer o Grêmio em casa e fora também, por 2 a 0 e 3 a 0.

### 2008 - O primeiro título do Equador
LDU Quito foi a primeira equipe do Equador que ganhou a Copa Libertadores da América. Eles ganharam do Fluminense depois de uma decisão nos pênaltis. O goleiro José Francisco Cevallos salvou três pênaltis. A edição 2008 também marcou a mudança de denominação da "Copa Toyota Libertadores" para "Copa Libertadores Santander" devido a um novo contrato com o banco espanhol Santander. E também um fato curioso, nesta partida aconteceu algo que jamais aconteceu antes, o jogador Thiago Neves do Fluminense marcou três gols (o famoso Hat Trick) coisa jamais ocorrida e virou o maior número de gols marcado em uma final de Copa Libertadores da América .

### 2009 - O retorno doEstudiantes

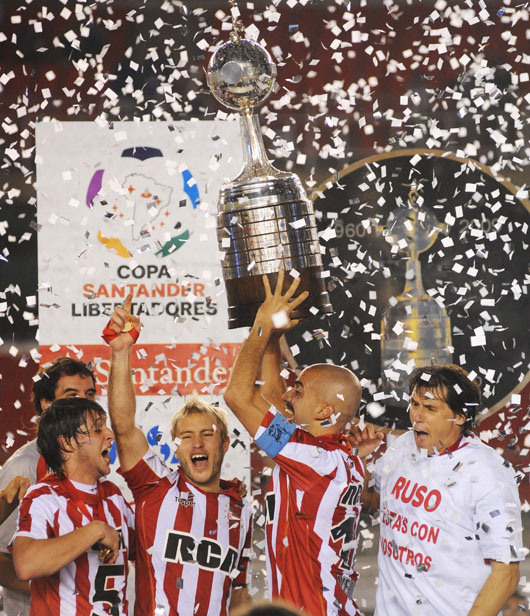
Juan Sebastián Verón levantando a Copa Libertadores da América de 2009 pelo Estudiantes.

Neste ano a Libertadores parecia estar nas mãos dos brasileiros, pois Grêmio, Palmeiras, Cruzeiro e São Paulo chegaram às quartas-de-final. Foi a primeira vez em que um país foi representado por tantos times nessa fase. No entanto, os times brasileiros foram caindo e somente o Cruzeiro chegou à final. O adversário foi o Estudiantes, que tinha como principal jogador o meia Verón.
Os times já haviam se enfrentado na primeira fase com uma vitória para cada. No primeiro jogo da decisão, em La Plata, o resultado foi 0 a 0. Em Belo Horizonte o Cruzeiro abriu o placar, mas o Estudiantes virou o jogo e voltou a conquistar a Libertadores após 39 anos.

### 2010 a 2014 - Quadriênio dos brasileiros e o primeiro título do San Lorenzo

#### Internacional vence os mexicanos do Chivas
A edição de 2010 da Copa Libertadores da América consagrou como campeão o Internacional que num ano cheio de surpertições venceu o Chivas na final em Porto Alegre. A fantástica arrancada do Internacional começou ainda nas quartas de final com um gol marcado no final do segundo tempo, por Giuliano contra o Estudiantes. O próximo adversário o São Paulo cairia diante do Internacional com um gol qualificado no Morumbi e assim como em 2006 o placar de 2 a 1 na primeira partida da final, levou o Internacional para Porto Alegre com a missão de apenas empatar. O Internacional venceu por 3 a 2, na soma total 5 a 3 e se tornou bicampeão da Copa Libertadores da América.

#### Santos de Neymar conquista o tri campeonato

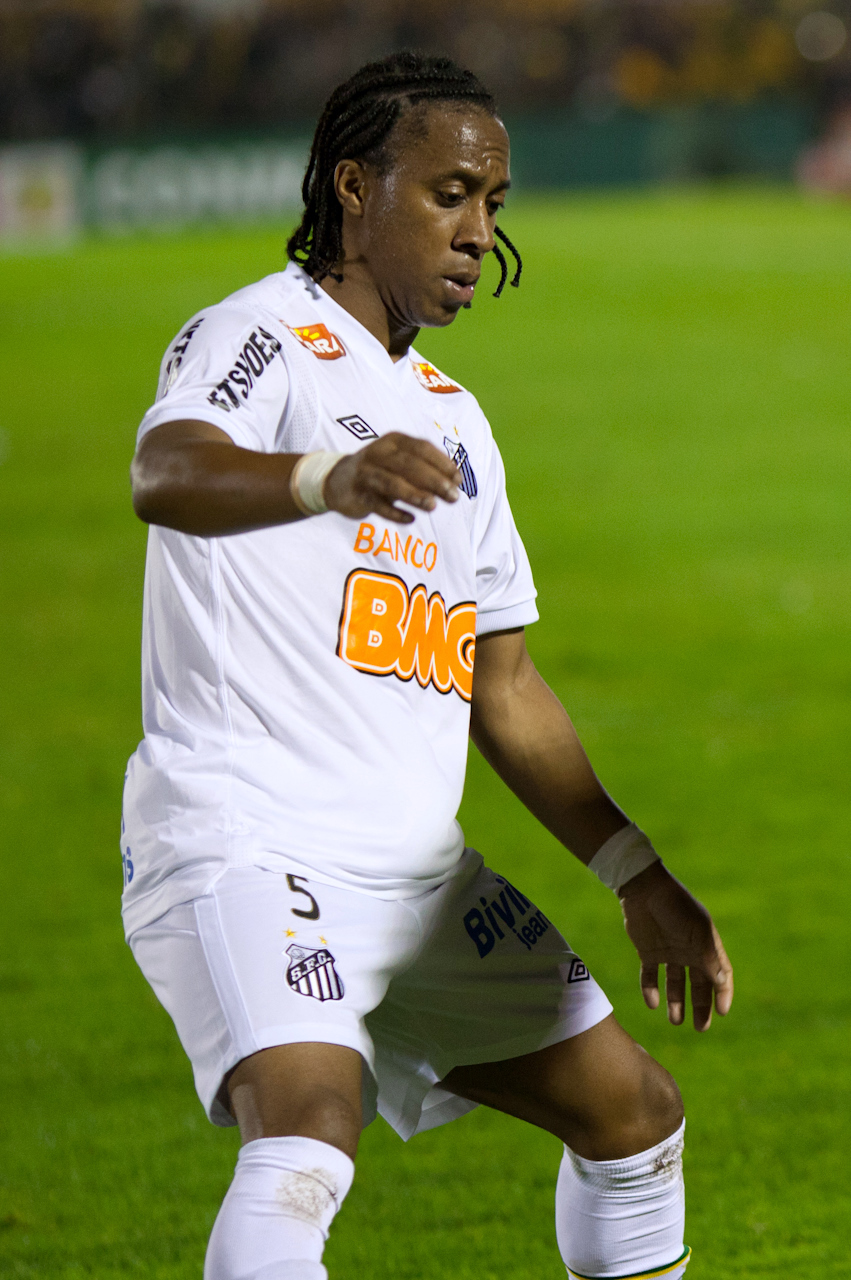
Arouca na final da Copa Libertadores da América de 2011.

Após 48 anos do bicampeonato da competição, o Santos voltou a ganhar o título da Copa Libertadores da América, com um time comandado pelos jovens craques Neymar e Paulo Henrique Ganso, além do experiente Elano, titular da Seleção Brasileira da Copa de 2010. A final foi contra o tradicional Peñarol do Uruguai, repetindo a de 1962, também vencida pelo Santos em seu primeiro título.

#### Libertadores invicta do Corinthians
O Corinthians, que nunca havia ganhado uma Libertadores em seus 102 anos de história, conquistou o troféu de forma invicta ao vencer o Boca Juniors na final de 2012.

#### Atlético Mineiro conquista a América pela primeira vez

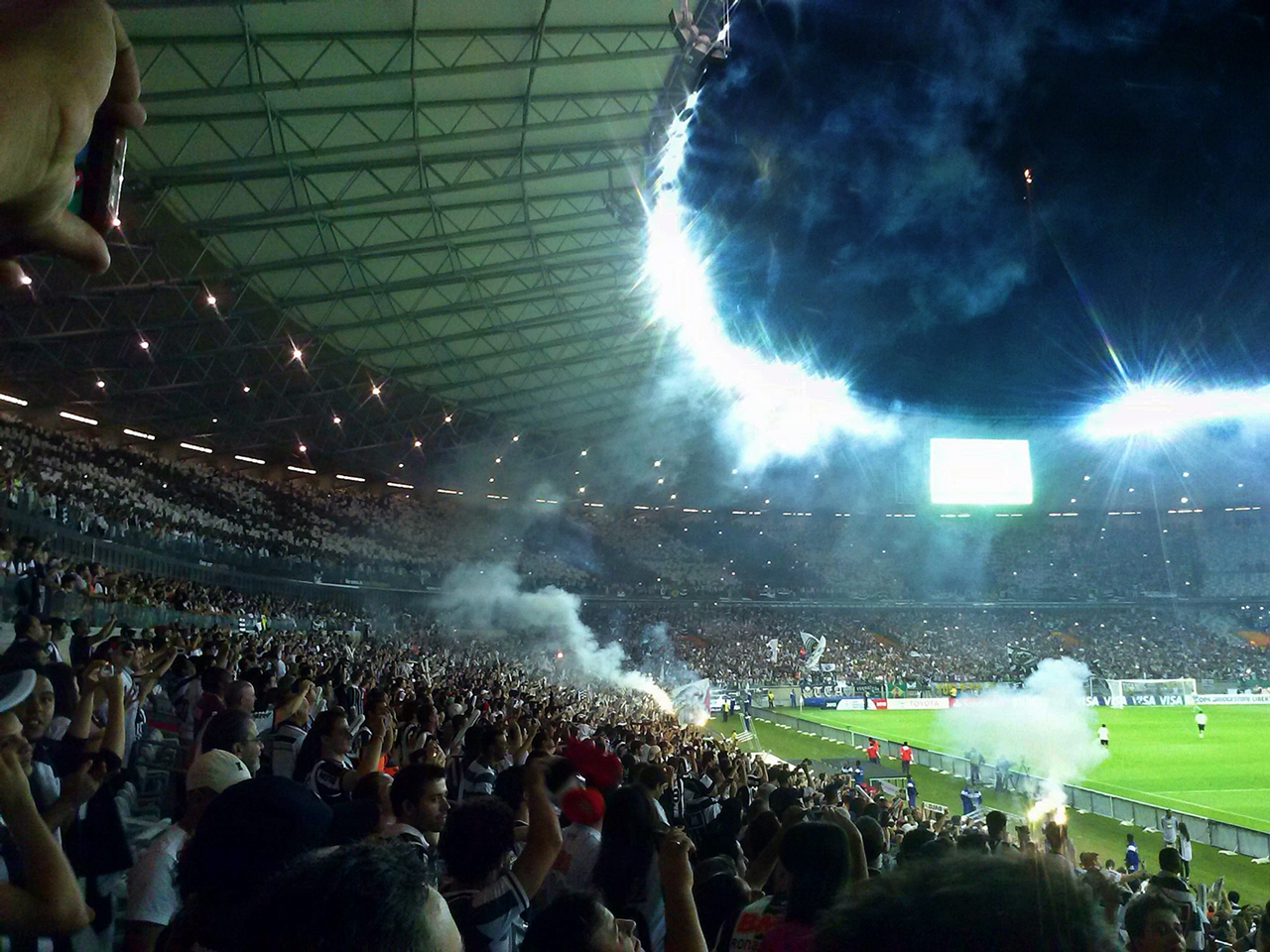
Festa de entrega da taça da Copa Libertadores da América de 2013 para o Clube Atlético Mineiro.

Em 2013, o Clube Atlético Mineiro ganhou nos pênaltis do Olimpia. Comandada por Ronaldinho Gaúcho, a equipe brasileira fez a melhor campanha da fase de grupos e a partir das quartas de final passou por sufoco. Após perder o primeiro jogo por 2 a 0 no Paraguai, o Atlético passou o primeiro tempo sem fazer gols, para desespero da torcida, que seguia gritando a pulmões cheios o lema "Eu Acredito". Logo no primeiro minuto do segundo tempo de jogo Jô marcou para o Atlético. Com a pressão e aos 42 do segundo tempo Leonardo Silva marcou para o Atlético de cabeça. Depois do empate e de manter-se o resultado na prorrogação, a decisão foi para os pênaltis. Victor pegou o primeiro pênalti e após vários acertos, o quinto pênalti do Olímpia cobrado por Giménez parou na trave fazendo o Atlético campeão pela primeira vez na sua história.

#### San Lorenzo sob a benção do Papa
Em 2014, o último dos considerados "5 grandes" da Argentina conquistou a tão desejada taça. O San Lorenzo de Almagro, conhecido por seu torcedor ilustre Papa Francisco, conquistou sua primeira Libertadores, numa final contra a sensação da competição, o Nacional do Paraguai. Na casa do time paraguaio, jogo terminou empatado em 1 a 1, já na Argentina o San Lorenzo venceu por 1 a 0, com gol de pênalti de Ortigoza.

### 2015 a 2019 - O retorno de antigos campões

#### River Plate mantém a hegemonia sul-americana ante os mexicanos
Em 2015, o River Plate buscava seu tricampeonato, possuindo um time experiente. Nas oitavas pegou o seu maior rival, Club Atlético Boca Juniors. No segundo jogo, na La Bombonera, a torcida do Boca jogou gás de pimenta no túnel dos jogadores do River. A Conmebol decidiu punir o Boca Juniors eliminando-o da competição. Na final o River enfrentou o Tigres do México, seu adversário na fase de grupos. O primeiro jogo da final, no México, acabou em 0 a 0. No segundo jogo o River Plate sagrou-se campeão com uma goleada de 3 a 0, e levou mais um título para a Argentina. O clube de Bueno Aires tornou-se o primeiro a conquistar o principal torneio da CONMEBOL tendo garantido a vaga a partir da Copa Sul-Americana.

#### Colômbia leva a taça com o Atlético Nacional
Depois de 25 anos a final da Libertadores não teve nenhum clube brasileiro ou argentino. O Atlético Nacional da Colômbia e o Independiente del Valle do Equador fizeram a final, na qual o Nacional, após empate fora de casa por 1 a 1 e vitória em casa por 1 a 0, saiu campeão. Destaque para os jogadores Borja (autor do gol do título), Armani, Moreno, Berrío e Guerra, eleito o melhor jogador da competição.

#### Grêmio brilha novamente aos pés de Luan

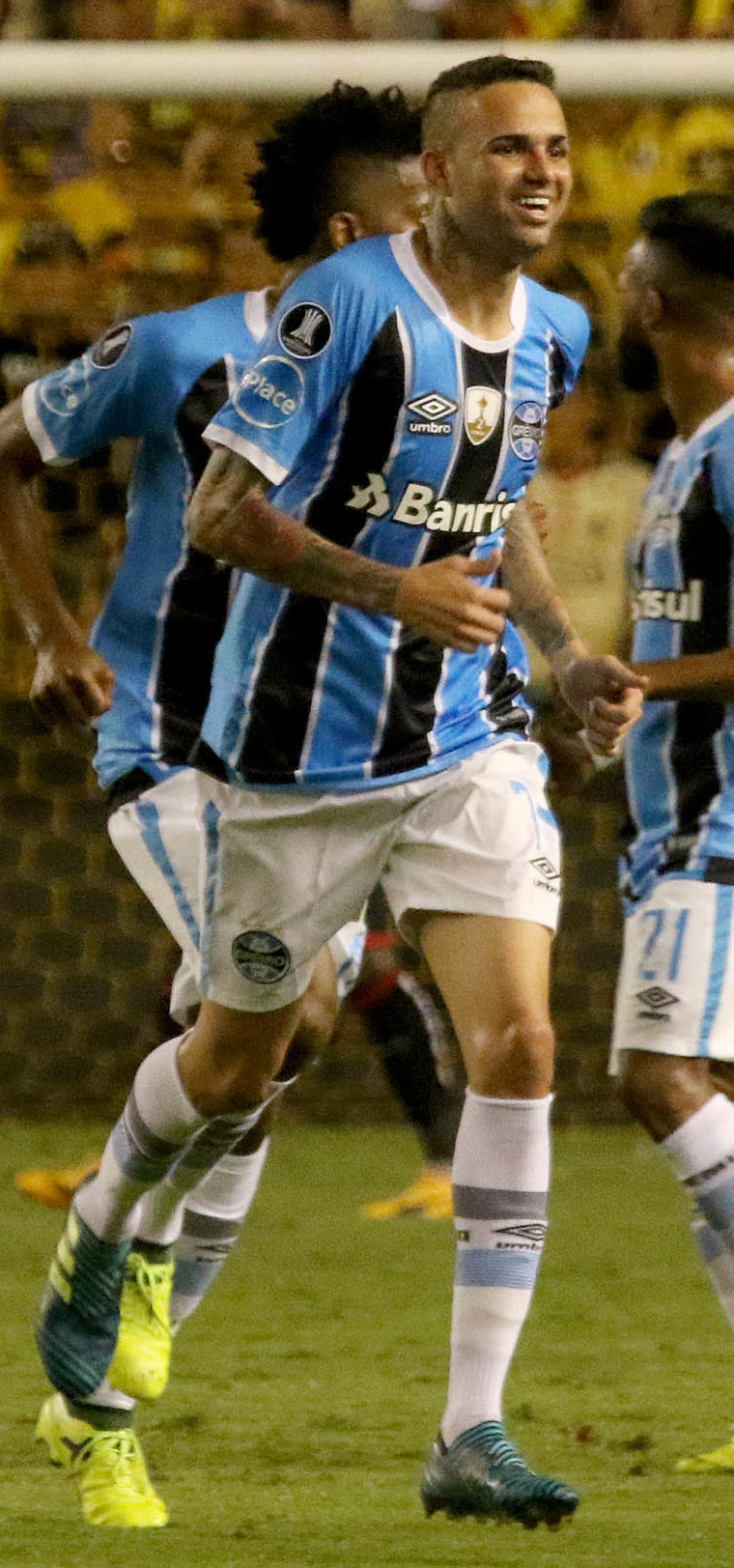
Luan Guilherme, autor de um dos gols do Grêmio na final da Copa Libertadores da América de 2017.

Jogando um Libertadores que beirou a perfeição, o Grêmio passou pela fase de grupos, sem nenhum susto. Passou pelo argentino do Godoy Cruz com duas vitórias, nas quartas de final enfrentou o Botafogo, até então chamado de exterminador de campeões por ter eliminado times como Colo-Colo, Olimpia na segunda e terceira fase respectivamente, Estudiantes e Atlético Nacional na fase de grupos e Nacional nas oitavas de final, em dois jogos eletrizantes o Grêmio vence por 1 a 0 a segunda partida. Nas semifinais o Imortal enfrentou o Barcelona do Equador, o Grêmio venceu a primeira partida por 3 a 0, mas o grande destaque ficou por uma defesa realizada pelo goleiro Marcelo Grohe. Nas finais enfrentou o argentino Lanus que estreava em uma final de Libertadores. No primeiro jogo, 1 a 0 para os donos da casa na Arena do Grêmio. Na Argentina pelo segundo jogo, Fernandinho marcou o primeiro gol após rápido contra-ataque e o brilho de Luan Guilherme sacramentou o título após driblar os jogadores adversários e atirar ao gol com uma cavadinha. Lanús ainda descontou com o artilheiro da competição José Sand mas com um placar agregado de 3 a 1, o Grêmio se sagrou campeão pela terceira vez.

#### River Plate campeão novamente e título disputado fora da América
Em 2018, o River Plate, comandado por Marcelo Gallardo, chegou a final contra o rival Boca Juniors, após bater o Grêmio em plena Arena do Grêmio por 2 a 1 de virada, após perder o primeiro jogo em casa por 1 a 0. No jogo de ida, ocorrido em La Bombonera empatou em 2 a 2. Até aí a final ocorria normalmente, até que em 24 de novembro de 2018, no dia do jogo de volta, o rival teve o ônibus apedrejado pela torcida do River, ferindo jogadores do Boca e provocando o adiamento da partida. Após muita indecisão, a CONMEBOL decidiu que a partida de volta seria disputada no Estádio Santiago Bernabeu, em Madrid, na Espanha, no dia 9 de dezembro, decisão essa que desencadeou protestos das duas equipes: do River, pois não teria a vantagem de jogar em seu estádio, como o rival teve na partida de ida; e por parte do Boca, que exigia que o River fosse eliminado e o Boca, consequentemente, declarado campeão da competição daquele ano, usando como justificativa o precedente ocorrido em 2015, quando foi eliminado da mesma competição por sua torcida ter disparado spray de pimenta nos jogadores do River na volta do intervalo do jogo de ida das oitavas de final. Nos gramados, a partida de volta acabou em vitória do River Plate, que venceu por 3 a 1 de virada e se sagrou campeão da Copa Libertadores da América de 2018.

#### Flamengo da "Era Jesus" e Bicampeonato da América
Com o comando do português Jorge Jesus, o Flamengo chega ao bicampeonato da América depois de longos 38 anos de espera. Nas oitava de final, após sair perdendo por 2 a 0 para a equipe do Emelec, o Flamengo chega ao Maracanã com a difícil missão de reverter a vantagem equatoriana. Com um estádio lotado e uma pressão absurda contra os equatorianos, o Flamengo consegue igualar o placar de ida com com apenas 20 minutos de jogo com dois gols de Gabriel Barbosa, leva a partida para os pênalti e consegue a classificação após o brilho do goleiro Diego Alves. Nas quartas de final confronto nacional contra a equipe gaúcha do Internacional. Jogando em casa, consegue vantagem de 2 a 0 com dois gols de Bruno Henrique. Na volta, em Porto Alegre, consegue o empate com a equipe gaúcha em 1 a 1 e avança para as semifinal. Na semifinal, mais um confronto nacional contra a equipe, também gaúcha, do Grêmio. No jogo de ida, na Arena do Grêmio, em partida muito polêmica e com 3 gols anulados da equipe rubro-negra pelo árbitro de vídeo, empate em 1 a 1 com amplo domínio dos cariocas sobre os gaúchos. Na partida de volta, no Maracanã, o Flamengo consegue aplicar uma impiedosa goleada histórica por 5 a 0 sobre o Grêmio. A goleada, construída após gols de Bruno Henrique, Gabriel (duas vezes), Pablo Marí e Rodrigo Caio, foi a maior envolvendo uma equipe brasileira na semifinal da competição mais importante da América do Sul. Na final, após 38 anos, encara os argentinos River Plate. Em sua terceira final em 5 anos, os argentinos chegam para o confronto como "bicho papão" do Continente. Em um erro da defesa rubro-negra logo no início da partida, a equipe argentina abre o placar no Estádio monumental U com gol do colombiano Boré. Perdendo até os 42 minutos do segundo tempo, a equipe brasileira vê seu artilheiro Gabriel Barbosa empatar aos 43 e virar nos acréscimos da etapa final, sacramentando o Bicampeonato da América. Eleito Rei da América pelo jornal El País, o artilheiro Gabriel Barbosa conseguiu o feito de ser o segundo jogador, depois de Riquelme, a marcar em todas as fases da Libertadores (fase de grupos, oitavas de final, quartas de final, semifinal e final). A edição da Copa Libertadores de 2019 foi a primeira no sistema de final única.

### 2020 a 2022 - Finais brasileiras no Maracanã, no Centenário e em Guayaquil: Tricampeonatos de Palmeiras e Flamengo
No dia 30 de janeiro de 2021, Palmeiras e Santos se enfrentaram na final da Copa Libertadores da América de 2020, que ocorreu nessa data por conta da pandemia da Covid-19, que atrasou o calendário do futebol mundial, após eliminarem os argentinos River Plate e Boca Juniors, respectivamente. O jogo ocorreu com público reduzido, por conta do mesmo empecilho que provocou a final da competição para o ano de 2021. Dentro das 4 linhas, o Palmeiras venceu o Santos por 1 a 0, com gol de Breno Lopes ao final da partida, e se sagrou bicampeão da América.
Em 27 de novembro do mesmo ano, o Palmeiras chegava à sua segunda final de Libertadores em dez meses, após desbancar o rival São Paulo nas quartas e a forte equipe do Atlético-MG, campeã do Campeonato Brasileiro e da Copa do Brasil daquele ano, nas semifinais. Do outro lado estava o Flamengo, campeão em 2019, que havia eliminado o Barcelona de Guayaquil nas semifinais. Em jogo equilibrado no Centenário de Montevideu, o Palmeiras saiu na frente no início do jogo, levou o empate no segundo tempo, e teve em Deyverson o herói do título com gol na prorrogação. Festa para o lado alviverde, que começara o ano campeão e terminara tricampeão do maior torneio continental.
Em 2022 o Flamengo se classificou diretamente para a fase de grupos da competição por ter sido vice-campeão do Campeonato Brasileiro de 2021. Sorteado como cabeça-de-chave do grupo H, com Talleres, da Argentina, Universidad Católica, do Chile, e Sporting Cristal, do Peru, se classificou em primeiro lugar do grupo, com 16 pontos (cinco vitórias e um empate, marcando 15 gols, sofrendo seis e com saldo positivo de nove gols), sendo o terceiro colocado entre todos os classificados.
No sorteio das oitavas de final, enfrentou o Deportes Tolima, da Colômbia. Na partida de ida, em Ibagué, vitória por 1–0. Já no Maracanã, na partida de volta, uma goleada por 7–1, com quatro gols do atacante Pedro.
Nas quartas de final, um confronto entre as maiores torcidas do Brasil: Corinthians. Na partida de ida, em São Paulo, vitória por 2–0. No retorno, no Rio de Janeiro, nova vitória, por 1–0. Classificação para as semifinais.
Nas semifinais, o adversário foi o Vélez Sarsfield, da Argentina. Vitória expressiva na partida, em Buenos Aires, por 4–0. E nova vitória, no Rio de Janeiro, de virada, por 2–1 e a classificação para a segunda final consecutiva e a quarta na história do clube na competição.
O Flamengo chegou a final de forma invicta, com um dos melhores aproveitamentos da história da Libertadores e o melhor aproveitamento no formato atual.
Na grande decisão em Guayaquil no Equador, a equipe enfrentou o Athletico Paranaense que havia eliminado o Palmeiras na semifinal da competição. Gabigol, assim como em 2019 foi decisivo marcando o gol da vitória por 1 a 0 que valeu o tricampeonato da Libertadores da América para o rubro-negro carioca.

### 2023 - Consolidação do domínio brasileiro e o título inédito do Fluminense

Cartaz da grande final da Copa Libertadores da América de 2023.

Após se enfrentarem na semifinal da Copa Libertadores da América de 2008, na fase de grupos e também nas quartas de final da Copa Libertadores da América de 2012, Fluminense e Boca Juniors decidiram a taça mais cobiçada do continente na final da Copa Libertadores da América de 2023. A grande final foi a 16ª decisão de Copa Libertadores entre um time brasileiro e um time argentino, na qual o Fluminense conquistou o título inédito.

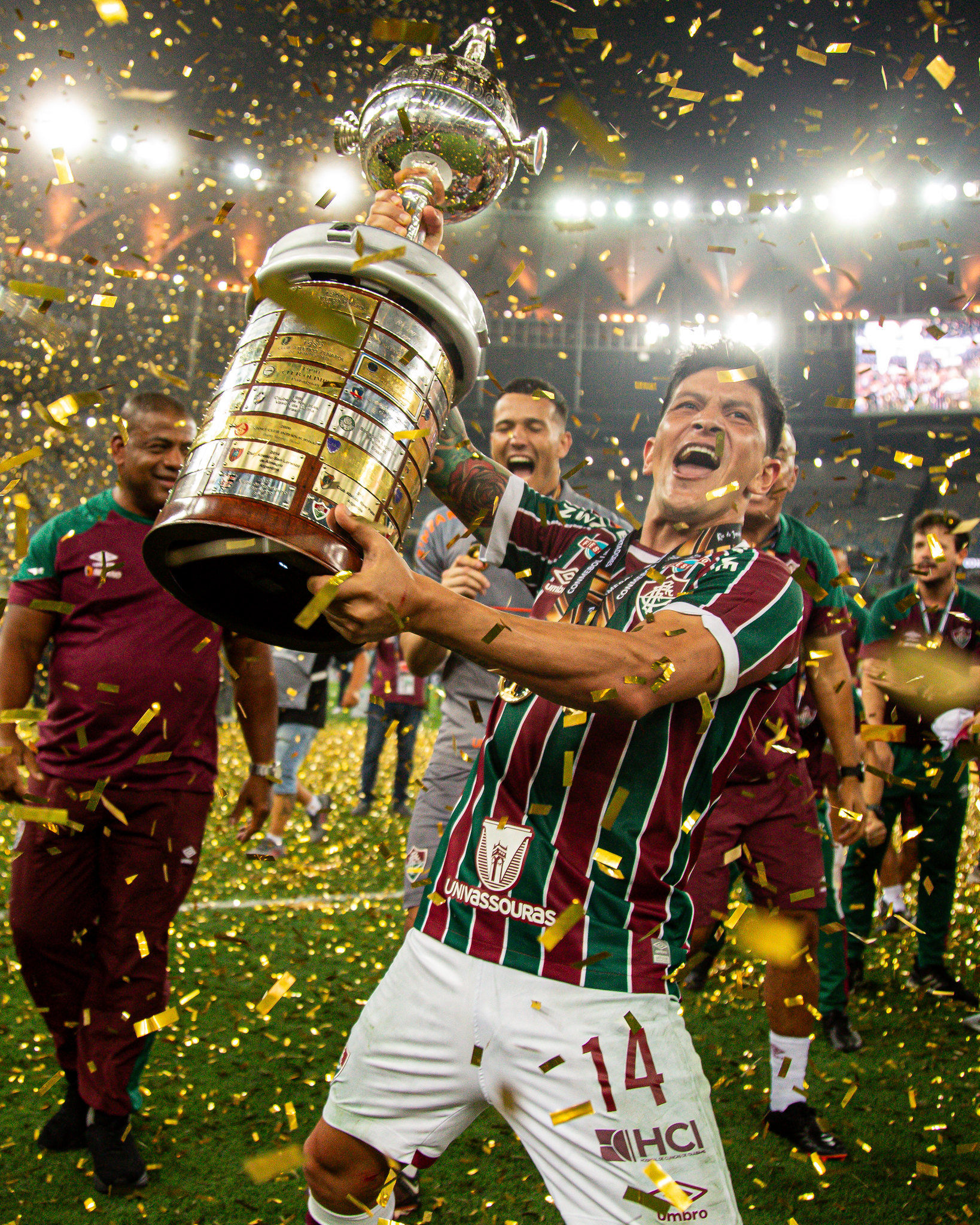
Germán cano ergue o troféu da Copa Libertadores da América de 2023.

Na 64ª edição da Copa Libertadores, os dois times foram líderes em seus grupos e eliminaram fortes candidatos ao título. Ao longo dessa edição, o Fluminense teve como característica principal a posse de bola. O Boca, por sua vez, teve dificuldades de impor sua maneira de jogar durante o torneio. Entretanto, o time argentino se mostrou extremamente eficiente em cobranças de pênaltis, uma vez que venceu todas as disputas por penalidades máximas que participou durante a fase mata-mata.
A partida decisiva reuniu jogadores de prestígio internacional, tais como Marcelo, Cavani, Felipe Melo, Sérgio Romero, Ganso, Advíncula e Fabra. Além disso, outros destaques como Germán Cano, Fábio, Barco, Darío Benedetto, André, Nino, Jhon Arias e John Kennedy também estiveram presentes na grande decisão.
A final da Copa Libertadores da América de 2023 teve arbitragem colombiana, tendo o experiente árbitro Wilmar Roldán como responsável por conduzir a partida. Jogando com seus uniformes tradicionais, Boca Juniors e Fluminense contaram com a presença de 69.233 pessoas no Maracanã, sendo esse o maior público já registrado em uma final única da Copa Libertadores da América até então.
O início da decisão foi marcado pelas tentativas do Fluminense em controlar a posse de bola, enquanto que o time do Boca Juniors esperava pelo erro tricolor para chegar ao gol de Fábio. Aos 36 minutos de jogo, após uma tabela entre Keno e Jhon Arias próxima à linha lateral, o camisa 11 tricolor rolou a bola para Germán Cano que, dentro da grande área, chutou de primeira e abriu o placar para o tricolor carioca. O primeiro tempo terminou aos 47 minutos com o placar de 1 a 0 para o Fluminense.
Já no segundo tempo, a partida mudou de configuração. O Boca Juniors foi mais incisivo e buscou impor seu ritmo de jogo para empatar a decisão e o Fluminense adotou uma postura mais cautelosa e reativa, obtendo uma menor posse de bola em relação à primeira etapa. Após várias tentativas da equipe argentina, Luis Advíncula finalizou na entrada da grande área e empatou a partida aos 27 minutos. Com o gol da equipe Azul y Oro, o Fluminense buscou se reorganizar na partida e voltou a impor seu ritmo. Aos 48 minutos do segundo tempo, o lateral Diogo Barbosa ainda teve a chance de desempatar a decisão, mas acabou finalizando para fora. Terminava assim o tempo regulamentar da grande final.
No primeiro tempo da prorrogação, o Fluminense passou a arriscar mais a fim de evitar a disputa de pênaltis, que para o Boca Juniors seria o cenário ideal. Aos 8 minutos da prorrogação, Keno recebeu de Diogo Barbosa um passe pelo alto e ajeitou para John Kennedy, que finalizou forte para estufar as redes do gol de Sérgio Romero. O Fluminense estava mais uma vez vencendo a partida. Após comemorar com a torcida, Kennedy, o herói do título, recebeu o segundo cartão amarelo e foi expulso de campo. Antes do término dos primeiros 15 minutos da prorrogação, Frank Fabra também foi expulso (por ter desferido um tapa no rosto do zagueiro Nino) e a partida passou a ter 10 jogadores de cada equipe.

No segundo tempo da prorrogação, o Boca partiu para o tudo ou nada e, com o passar do tempo, adotou uma postura mais agressiva no campo de ataque. A equipe argentina contou com finalizações de Darío Benedetto e com inúmeras bolas alçadas na área para buscar o gol que levaria a partida para a decisão por pênaltis. Por um erro no campo de ataque, o Boca quase levou o terceiro gol, mas Guga carimbou a trave direita do gol argentino, aos 9 minutos da segunda etapa. Já nos acréscimos, Vicente Taborda, no desespero, lançou a bola para dentro da área tricolor, mas Fábio tirou de soco e Lima chutou a bola para longe. Foi o último lance da partida. A última tentativa Xeneize. Após Lima afastar o perigo, Roldán foi buscar a bola na linha lateral e decretou o fim da decisão. O Fluminense, pela primeira vez na história, conquistava a Copa Libertadores da América ao vencer o Boca Juniors por 2 a 1, fazendo com que a taça fosse erguida por um clube brasileiro pela 5ª vez seguida.